# Radschlägerbrunnen

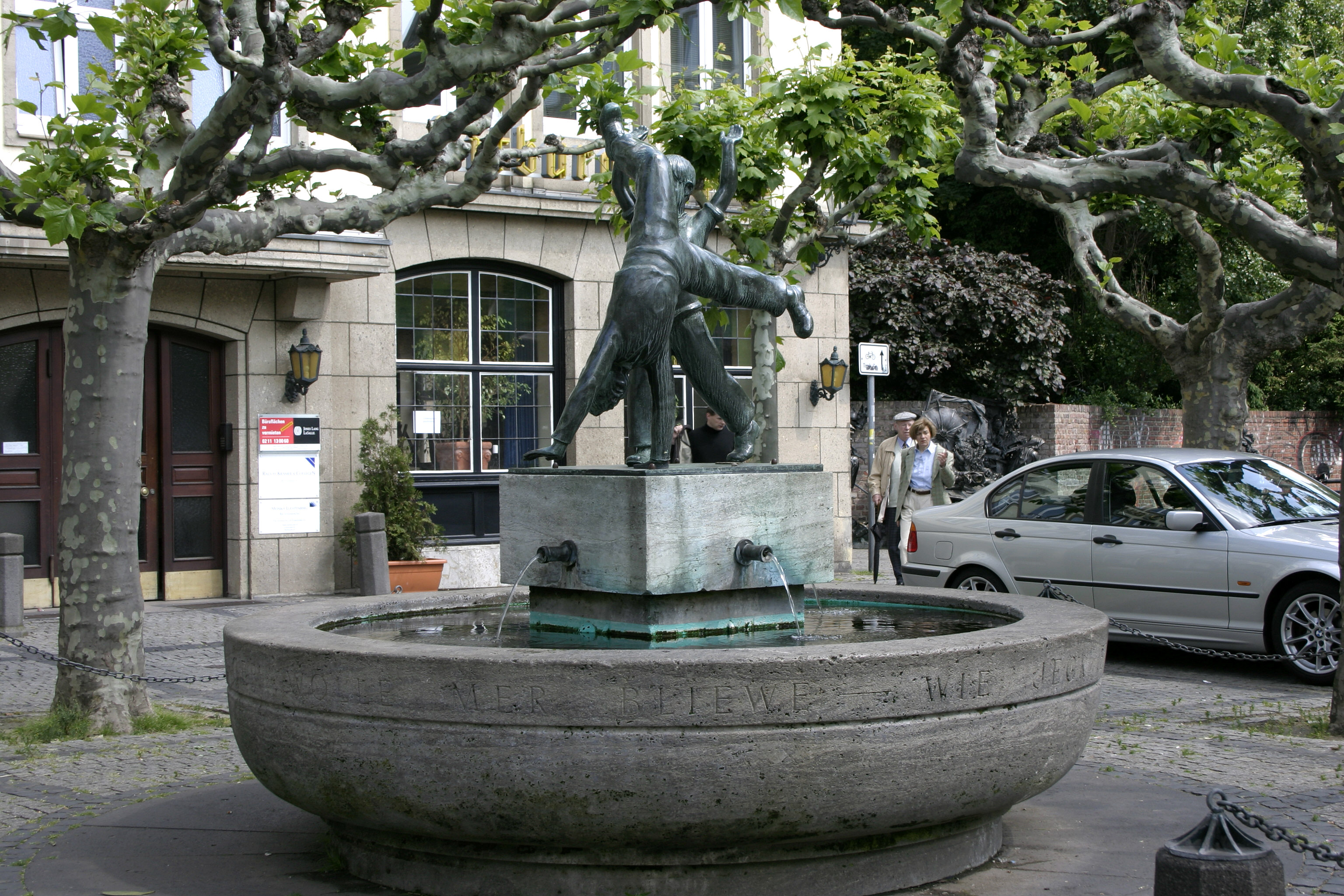
Der Radschlägerbrunnen

Der Radschlägerbrunnen befindet sich auf dem Burgplatz in der Düsseldorfer Altstadt.
Der Stifter des Brunnens, der Heimatverein Düsseldorfer Jonges, hatte einige bekannte Bildhauer unter seinen Mitgliedern. Im Jahr 1953 forderte er sie auf, Entwürfe für einen Radschlägerbrunnen vorzulegen. Gewünscht wurde, dass kein einzelner Radschläger, sondern eine Gruppe gezeigt werden soll. Den Wettbewerb gewann der Bildhauer Alfred Zschorsch, der noch weitere Werke Düsseldorfs geschaffen hat. Im folgenden Jahr 1954 wurde am Vortag des großen Düsseldorfer Schützenfestes der Brunnen der Stadt feierlich übergeben. Er zeigt auf einem Sockel zwei Jungen in unterschiedlicher Position des Radschlagens. Zu einer der beiden Bronzefiguren stand ein in seiner Jugend in der Altstadt als „Rode Honk“ bekannt gewordener Radschläger Modell, der später ein „eifriges Mitglied“ des Ersten Düsseldorfer Fanfarenkorps wurde.
Üblicherweise baten die Jungen anschließend um „eene Penning“ Entgelt „für 'ne Düsseldorfer Radschläger“. Das Radschlagen ist eine hiesige Tradition, deren Symbol in Düsseldorf an vielen Stellen zu sehen. Auf dem Brunnenrand ist in Düsseldorfer Rheinisch von Hans Müller-Schlösser zu lesen: „Radschläger wolle mer blieve, wie jeck et de Minschen och drieve“. Übersetzt: Radschläger wollen wir bleiben, wie verrückt es die Menschen auch treiben. An dem quadratischen Sockel befinden sich vier Wasserspender.
Die Inschrift war zur feierlichen Enthüllung insofern inkorrekt, als sie im Original: „Radschläger wolle mer blieve, wie jeck et de Minsche och drieve“ lautet. Der Plural von Menschen in der Düsseldorfer Variante des Rheinischen Regiolekts lautet „Minsche“. Eine zur Anekdote gewordene Begebenheit sagt aus, dass, als diese falsche Inschrift vor der feierlichen Eröffnung des Brunnens bekannt wurde, sich Hans Müller-Schlösser weigerte, daran teilzunehmen, wenn diese „Mißbildung“ nicht auf der Stelle abgeändert würde. Daraufhin spachtelte man das überflüssige „n“ mit Zement zu. Spätestens bis zum Jahr 1983 soll es jedoch wieder zum Vorschein gekommen sein.
Der umgebende Burgplatz hatte zuvor durch eine ornamentale Pflasterung und durch neugepflanzte, gleichartig auch die Rheinuferstraße  bestimmende Bepflanzung mit beschnittenen Platanen, eine bisher nicht vorhandenes  einheitliches Bild erhalten.
Die Bearbeitung des aus einem Block bestehenden Brunnenbeckens aus fränkischem Muschelkalk mit einem Durchmesser von mehr als drei Metern und einer Höhe von fast einem Meter war äußerst schwierig. Von dem ursprünglichen Gewicht von etwa 25 Tonnen verblieben nach der Arbeit etwa 13 Tonnen. Den Bronzeguss des Radschlägerpaares erledigte die Kunstgießerei Herbert Schmäke, von der viele weitere Kunstwerke in der Stadt gefertigt wurden.